# Silvertone Records
Silvertone Records - британська музична компанія, створена 1980 року. Підрозділ музичного холдингу Zomba Music Group. 
Найвідомішою групою, яка мала контракт з лейблом, були манкуніанці The Stone Roses. Ця співпраця вилилася у тривале протистояння між лейблом і самим колективом.